# 大阪市立南中学校
大阪市立南中学校（おおさかしりつ みなみ ちゅうがっこう）は、大阪府大阪市中央区にある公立中学校。

## 沿革
当時の南区で最初の中学校として、1947年に大阪市立南第一中学校として創立した。当時は南区全域を校区とし、開校当初は大阪市立金甌小学校（廃校・現在の大阪市立中央小学校の場所）内に仮校舎を設置していた。
また1948年には、貝塚市にあった大阪市立少年保養所内に、病気療養児を対象にした分校を設置した。分校は1951年に大阪市立郊外貝塚小中学校（のちの大阪市立貝塚養護学校）として独立している。
1948年に南区西清水町（現在の中央区西心斎橋。通称アメリカ村の一角）・旧大阪市立御津女子商業学校跡地に移転した。
1986年に現在地に移転した。旧校舎跡地には商業ビル・ビッグステップが建っている。

### 年表
- 1947年4月 - 大阪市立南第一中学校として創立。
- 1948年4月 - 南区西清水町、旧大阪市立御津女子商業学校校舎跡に移転。
- 1949年5月 - 大阪市立南中学校に改称。
- 1949年9月 - 元渥美小学校校舎（現在の大阪市立南高等学校グラウンド付近）に分校を設置。
- 1952年4月 - 大阪市立上町中学校を分離。
- 1982年9月 - 分校での教育活動を中止し、本校に併合[3]。
- 1983年12月 - 分校を本校に統合[4]。
- 1986年3月 - 島之内新校舎竣工（旧大阪市立南高等学校グラウンド跡）。西清水町校舎より現校地に移転。
- 1995年4月 - 第2運動場完成。
- 2026年4月-制服のリニューアル。

## 通学区域
- 大阪市立南小学校と大阪市立高津小学校の通学区域。

大阪市中央区 東心斎橋、西心斎橋、宗右衛門町、心斎橋筋、島之内、南船場、道頓堀、難波、難波千日前、日本橋1丁目・2丁目、高津1丁目（一部）、高津2丁目（一部）、谷町6丁目（一部）。

## 交通
- 地下鉄堺筋線・長堀鶴見緑地線 長堀橋駅 東へ約100m